# Dismorphia amphione
Dismorphia amphione (denominada popularmente, em inglês, Tiger-mimic white) é uma borboleta neotropical da família Pieridae e subfamília Dismorphiinae, nativa do México até o Peru, Bolívia e Argentina (Entre Ríos); incluindo Trinidad, Cuba, ilha de São Domingos e Porto Rico, na América Central. Foi classificada por Pieter Cramer em 1779, com a denominação de Papilio amphione, no texto De uitlandsche kapellen: voorkomende in de drie waereld-deelen Asia, Africa en America = Papillons exotiques des trois parties du monde, l'Asie, l'Afrique et l'Amérique. Volume 3. Possui padrões de asas sexualmente dimórficos entre macho e fêmea e suas lagartas se alimentam de plantas do gênero Inga (família Fabaceae).

## Descrição
Indivíduos desta espécie possuem as suas asas moderadamente longas e estreitas e são de coloração predominante laranja, vistos por cima, com variáveis padrões - de acordo com a subespécie - em branco, amarelo e negro, o que lhes rendeu uma série de denominações científicas; aliadas ao fato de que machos são substancialmente diferentes das fêmeas em seu padrão de forma e coloração alar. Este padrão em laranja, branco, amarelo e negro, é comum a diversas espécies de Lepidoptera americanos dos trópicos, que compartilham um mecanismo mimético comum nestas cores, cuja função é aposemática. Vistos por baixo, apresentam padrão mais opaco e imitando folhagem seca e com algumas áreas pulverizadas em branco.

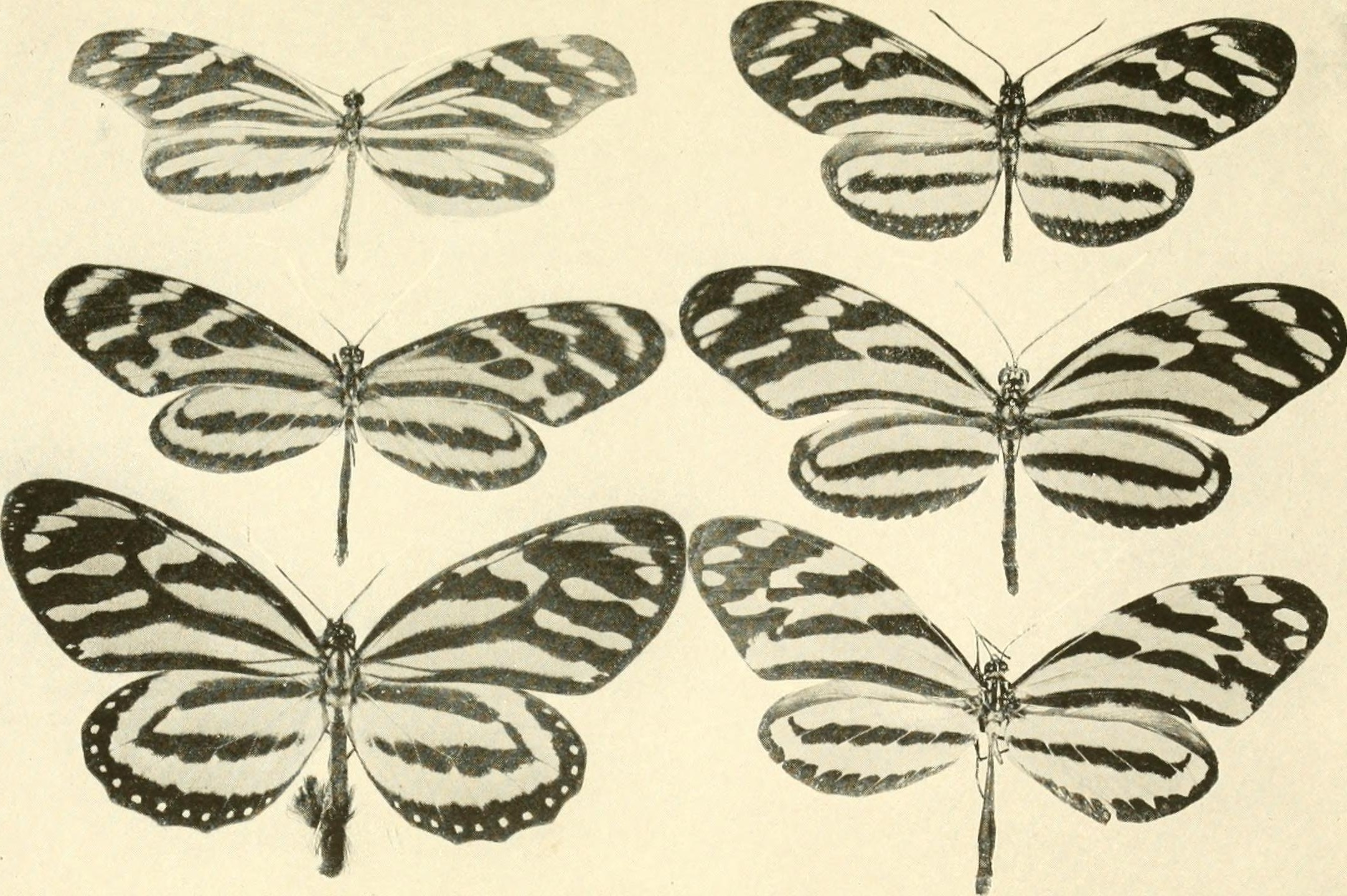
Nesta ilustração de um livro do ano de 1917, a fêmea do Pieridae D. amphione (acima e à esquerda) é facilmente distinguida, pela forma de suas asas, dos Lepidoptera Nymphalidae que compartilham o mesmo padrão de mimetismo entre si.

## Subespécies
D. amphione possui treze subespécies:
- Dismorphia amphione amphione - Descrita por Cramer em 1779, de exemplar proveniente do Suriname.
- Dismorphia amphione astynome - Descrita por Dalman em 1823, de exemplar proveniente do Brasil.
- Dismorphia amphione praxinoe - Descrita por Doubleday em 1844, de exemplar proveniente do México.[5][11]
- Dismorphia amphione beroe - Descrita por Lucas em 1852, de exemplar proveniente da Colômbia.[12][13]
- Dismorphia amphione egaena - Descrita por Bates em 1861, de exemplar proveniente do Brasil (Amazonas).
- Dismorphia amphione discrepans - Descrita por Butler em 1896, de exemplar proveniente do Equador ("New Granada" na descrição).
- Dismorphia amphione rhomboidea - Descrita por Butler em 1896, de exemplar proveniente do Peru ("Nauta" na descrição).
- Dismorphia amphione broomeae - Descrita por Butler em 1899, de exemplar proveniente de Trinidad; também ocorrendo na Venezuela.
- Dismorphia amphione meridionalis - Descrita por Röber em 1909, de exemplar proveniente da Bolívia.
- Dismorphia amphione daguana - Descrita por Bargmann em 1929, de exemplar proveniente da Colômbia (localidade-tipo: "Río Dagua").
- Dismorphia amphione lupita - Descrita por Lamas em 1979, de exemplar proveniente do México (localidade-tipo: "Nayarit").[14][15]
- Dismorphia amphione isolda - Descrita por Llorente em 1984, de exemplar proveniente do México (localidade-tipo: "Oaxaca").[16][17]
- Dismorphia amphione mora - Descrita por Lamas em 2004, de exemplar proveniente do Peru (localidade-tipo: "Madre de Dios").[18][19]

## Galeria de ilustrações e fotos

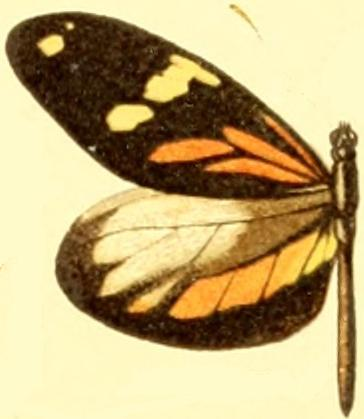
Ilustração da asa esquerda do macho de D. amphione, ssp. astynome.
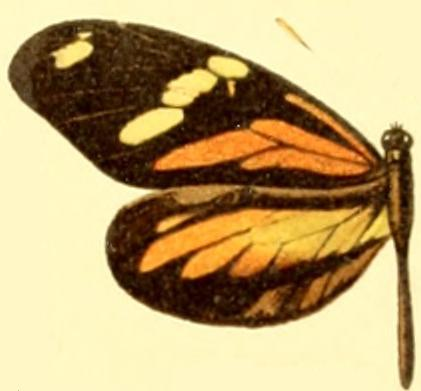
Ilustração da asa esquerda da fêmea de D. amphione, ssp. astynome.
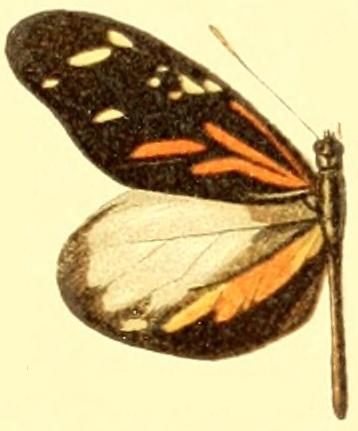
Ilustração da asa esquerda do macho de D. amphione, ssp. discrepans.
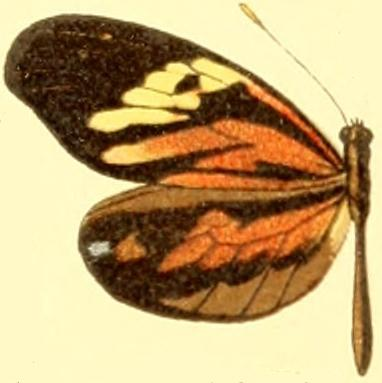
Ilustração da asa esquerda da fêmea de D. amphione, ssp. discrepans.
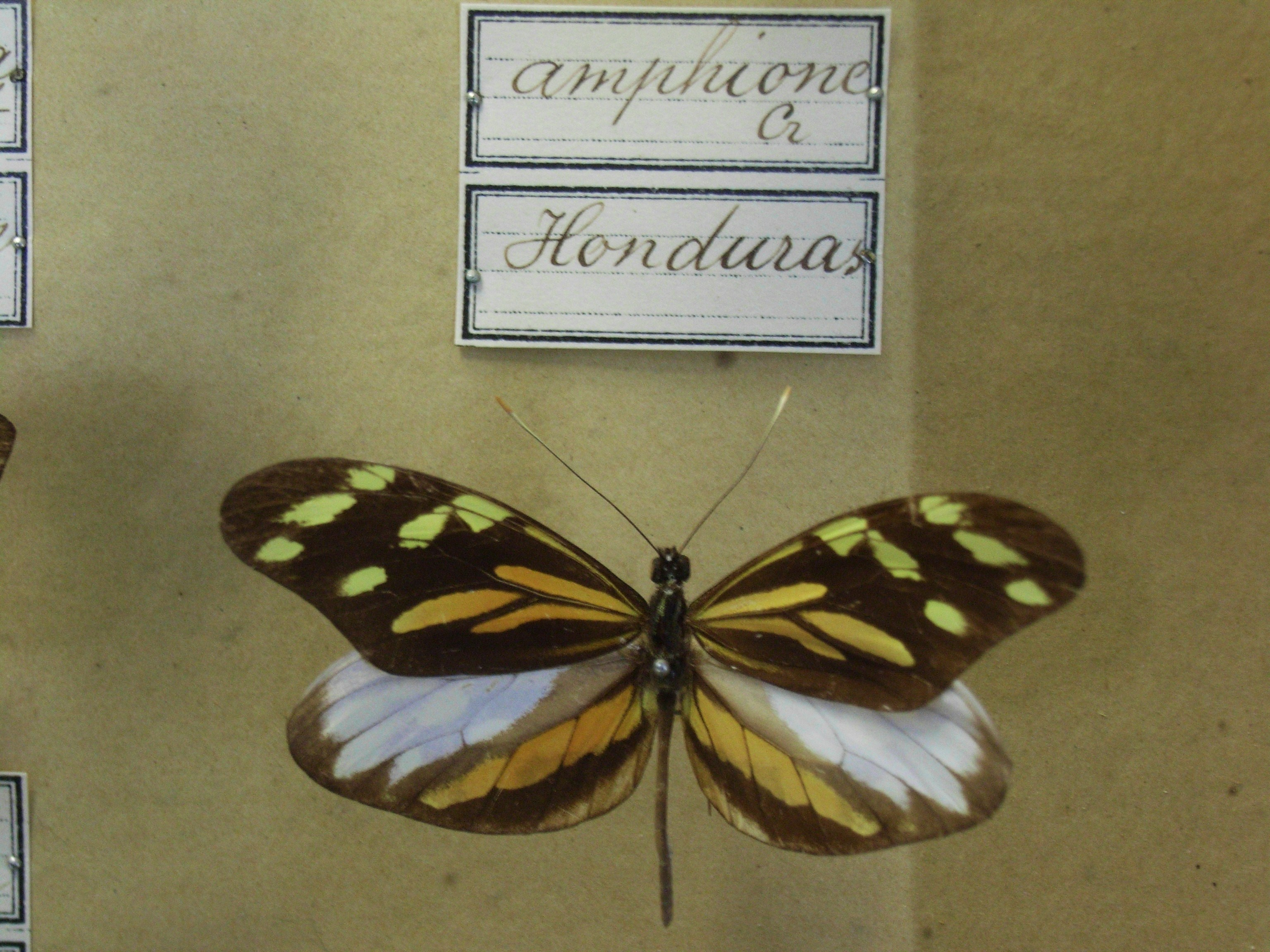
Fotografia do macho de D. amphione, espécime de Honduras (Museum Wiesbaden).